# Selección de baloncesto de Malasia
La selección de baloncesto de Malasia es el equipo formado por jugadores de nacionalidad malaya que representa a la Asociación de Baloncesto de Malasia en las competiciones internacionales organizadas por la Federación Internacional de Baloncesto (FIBA) o el Comité Olímpico Internacional (COI): los Juegos Olímpicos, la Copa Mundial de Baloncesto y el Campeonato FIBA Asia.

## Historia
El equipo tuvo su mejor momento entre 1960 y 1995 cuando se clasificó para el Campeonato FIBA Asia, el torneo de baloncesto más prestigioso de Asia, 18 veces seguidas. En 1986 se clasificó para la Copa del Mundo, su logro más notable hasta la fecha.
Petronas es el principal patrocinador de MABA. La selección femenina tiene más éxitos a nivel internacional que la masculina.
En Malasia, el baloncesto lo juegan predominantemente personas de origen chino, por lo que la mayoría de los jugadores del equipo nacional tienen sus nombres. Se han hecho esfuerzos para atraer a otras etnias y popularizar el deporte en el país.

## Historial

### Copa Mundial
Resultado General: 62.º puesto
| Copa Mundial de Baloncesto |
| --- |
| - 1950: No calificó - 1954: No calificó - 1959: No calificó - 1963: No calificó - 1967: No calificó - 1970: No calificó - 1974: No calificó - 1978: No calificó - 1982: No calificó - 1986: 24° Lugar - 1990: No calificó - 1994: No calificó - 1998: No calificó - 2002: No calificó - 2006: No calificó - 2010: No calificó - 2014: No calificó - 2019: No calificó - 2023: No calificó - 2027: TBD |

### Juegos Olímpicos
| Baloncesto en los Juegos Olímpicos |
| --- |
| - Berlín 1936: No calificó - Londres 1948: No calificó - Helsinki 1952: No calificó - Melbourne 1956: No calificó - Roma 1960: No calificó - Tokio 1964: No calificó - México 1968: No calificó - Múnich 1972: No calificó - Montreal 1976: No calificó - Moscú 1980: No calificó - Los Ángeles 1984: No calificó - Seúl 1988: No calificó - Barcelona 1992: No calificó - Atlanta 1996: No calificó - Sídney 2000: No calificó - Atenas 2004: No calificó - Pekín 2008: No calificó - Londres 2012: No calificó - Río 2016: No calificó - Tokio 2020: No calificó - París 2024: No calificó |

### Campeonato FIBA Asia
| Campeonato FIBA Asia | Campeonato FIBA Asia | Campeonato FIBA Asia | Campeonato FIBA Asia | Campeonato FIBA Asia | Campeonato FIBA Asia |
| -------------------- | -------------------- | -------------------- | -------------------- | -------------------- | -------------------- |
| - 1960: 7° Lugar     |                      | - 1983: 11° Lugar    |                      | - 2005: 16° Lugar    |                      |
| - 1963: 5° Lugar     |                      | - 1985: 4° Lugar     |                      | - 2007: No calificó  |                      |
| - 1965: 6° Lugar     |                      | - 1987: 7° Lugar     |                      | - 2009: No calificó  |                      |
| - 1967: 8° Lugar     |                      | - 1989: 9° Lugar     |                      | - 2011: 11° Lugar    |                      |
| - 1969: 7° Lugar     |                      | - 1991: 17° Lugar    |                      | - 2013: 15° Lugar    |                      |
| - 1971: 5° Lugar     |                      | - 1993: 14° Lugar    |                      | - 2015: 16° Lugar    |                      |
| - 1973: 9° Lugar     |                      | - 1995: 14° Lugar    |                      | - 2017: No calificó  |                      |
| - 1975: 8° Lugar     |                      | - 1997: No calificó  |                      | - 2022: No calificó  |                      |
| - 1977: 4° Lugar     |                      | - 1999: 15° Lugar    |                      | - 2025: No calificó  |                      |
| - 1979: 7° Lugar     |                      | - 2001: No calificó  |                      |                      |                      |
| - 1981: 6° Lugar     |                      | - 2003: 16° Lugar    |                      |                      |                      |

## Palmarés
- Campeonato del Sudeste Asiático:
  -   Campeón (2): 1994, 2005
  -  Subcampeón (3): 2003, 2013, 2015
  -  Tercer lugar (4): 1998, 2007, 2009, 2011

- Juegos del Sudeste Asiático:
  -   Campeón (2): 1979, 1989
  -  Subcampeón (6): 1977, 1981, 1983, 1985, 1987, 1997
  -  Tercer lugar (5): 1991, 1995, 2001, 2003, 2007